# II. Iván Aszen bolgár cár
II. Iván Aszen (1190/95/96 – 1241. június 24. körül) vagy II. János Aszen, bolgárul: Иван Асен II, Йоан Асен II, Йоан II Асен, bolgár cár (király). Az Aszen-dinasztia tagja. II. András magyar király veje.

## Élete
I. Iván Aszen bolgár cár és Ilona úrnő elsőszülött fia. Apja halála (1196) után, mivel ő és öccse, Sándor herceg még kiskorúak voltak, így nagybátyjuk, Kalojan lett az uralkodó. Kalojan halála után Iván Aszen hercegnek kellett volna elfoglalnia a trónt, de ehelyett az idősebb, anyai ági unokatestvére, Boril feleségül vette a csatában meggyilkolt Kalojan cár kun származású özvegyét, és így a cárné kezével a királyi koronát is megszerezte. János Aszen herceg és öccse ezért külföldre menekültek. 1210-ben segédcsapatok élén visszatértek hazájukba, és Iván Aszen nyolcéves küzdelemben végül győzedelmeskedett Boril felett, elfoglalta a fővárost, Tarnovót, és 1218-ban II. Iván Aszen néven Bulgária egyeduralkodója lett.
1218-ban II. András magyar király Palesztinából hazatérőben Bulgárián keresztül is áthaladt, ahol tárgyalásokat folytatott az új bolgár cárral, és eljegyezte elsőszülött lányát, Máriát. Ezért II. Iván Aszen, aki ekkor már nős volt, eltaszította az első feleségét, Annát (Aniszi(j)át). A házasság 1220/21-ben jött létre, és az új cárné megőrizte katolikus hitét.
I. Róbert konstantinápolyi latin császár halála (1228) után az öccse, a kiskorú II. Baldvin kormányzótársául néhány országnagy II. Iván Aszent szerette volna látni a Konstantinápolyi Latin Császárság régenseként és felmerült a cár Árpád-házi Anna Máriától született lányának, Ilonának a házasságkötése a fiatal császárral. Végül ez a terv kútba esett, és Brienne-i János jeruzsálemi királyt választották társcsászárrá 1231-ben, így az ő Mária nevű lányát vette feleségül végül II. Baldvin. Miután ez a szövetség nem jött létre, II. Iván Aszen a nikaiai császárhoz, III. Vatatzész Jánoshoz közeledett, és Ilona hercegnőt eljegyezte a nikaiai trónörökössel, Teodorral.

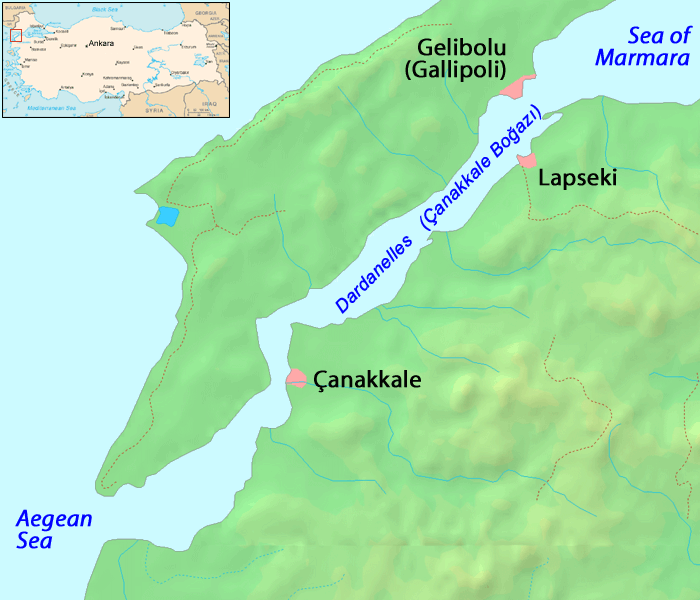
Gallipoli (Gelibolu) és Lampszakosz (Lapseki)

Ez a házasságkötés már valóban létrejött 1235-ben, mikor a két uralkodó a feleségeik, Laszkarina Irén nikaiai császárné és Anna Mária bolgár cárné jelenlétében, mikor a szövetség eredményeként meghódították Gallipolit, itt találkoztak, és Gallipoli városával átellenben, a Dardanellák partján fekvő Lampszakosz városában összekötötték gyermekeik, Teodor herceg és Ilona hercegnő sorsát. 1237-ben azonban a szövetségesek összekülönböztek, és a cár visszakövetelte a lányát. A Drinápolyban időző cár elválasztotta lányát a nikaiai kíséretétől, és a síró hercegnőt a bolgár fővárosba, Tirnovóba küldte. Ekkor érkezett a hír, hogy Anna Mária cárné és kisebbik fia meghalt. A cár ebben a sors kezét, Isten akaratát látta, a haragja megenyhült, és lányát visszaküldte férjéhez a nikaiai udvarba.

## Gyermekei
- 1. feleségétől, Annától (Anisziától), eltaszítva, 2 leány:
  - Mária (–1241 után), férje I. Mánuel (–1241) thesszalonikéi császár, gyermekei nem születtek
  - Beloszláva (–1281 után), férje III, István Ulászló (~1264 után) szerb király, 3 gyermek
- 2. feleségétől, Árpád-házi Máriától (Annától) (1204–1237), 4 gyermek:
  - Tamara (1222 körül–?), nem ment férjhez
  - Ilona (1224/25/26–1254 körül), férje II. Theodor (1221–1258) nikaiai császár, 5 gyermek, többek közt:
    - IV. János (1250–1305 körül) nikaiai császár, nem nősült meg, gyermekei nem születtek

  - Kálmán (1232/34–1246), I. Kálmán néven bolgár cár, nem nősült meg
  - N. (fiú) (1237–1237)
- 3. feleségétől, Angelina Irén (–1246 után) thesszalonikéi hercegnőtől, I. Teodorosz Angelosz thesszalonikéi császár lányától, 3 gyermek:
  - Mihály (1238–1257), II. Mihály néven bolgár cár, felesége Rurik Erzsébet, II. Rosztiszláv kijevi nagyherceg és bolgár cár, valamint Árpád-házi Anna magyar királyi hercegnő lányaként IV. Béla magyar király unokája, gyermekei nem születtek
  - Mária (1238 és 1241 között–?), férje Mico (–1262 után) bolgár cár, 2 gyermek, többek között:
    - III. Iván Aszen (1255/56–1305) bolgár cár, felesége Palaiologina Irén, VIII. Mihály bizánci császár lánya, 8 gyermek

  - Anna (1239/41–), férje Péter szebasztokrátor, 1 leány